# 麥克·范德霍倫
麥克·范德霍倫（荷蘭語：Mike van der Hoorn；1992年10月15日—），是一位荷蘭足球運動員，場上司职中後衛。現時被德甲球隊比勒費爾德外借至荷甲球隊烏德勒支，并曾经代表荷兰各级国青队參加国际比賽。